# Marin Miletić (političar)
Marin Miletić (Rijeka, 18. rujna 1979.) hrvatski je političar, diplomirani teolog.

## Životopis
Rođen je u Rijeci 18. rujna 1979. godine. Pohađao je Salezijansku klasičnu gimnaziju u Rijeci. Osnovao je nacionalnu izviđačku organizaciju – Zdrug katoličih skauta 2002. godine. Završio je filozofsko-teološki studij na Katoličkom bogoslovnom fakultetu Sveučilišta u Zagrebu, Područni studij u Rijeci (VSS - diplomirani teolog).
Radio je u školi šesnaest godina kao vjeroučitelj u OŠ Srdoči i na Prvoj sušačkoj hrvatskoj gimnaziji. Također je radio dvanaest godina kao novinar na: Radiju Trsat, Radiju Rijeka, na Hrvatskom katoličkom radiju i na Radiju Skaut (koji je i osnovao). Bio je kolumnist u Novom listu i na portalu Bitno.
Bio je dvadeset četiri godine u braku sa suprugom Danijelom, koja je preminula od tumora 2021. godine. S njom ima dvije kćeri.

## Politika
Postao je saborski zastupnik iz redova Mosta u 10. sazivu Hrvatskoga sabora. Mandat mu je započeo 22. srpnja 2020. godine. Član je Odbora za ljudska prava i prava nacionalnih manjina i Odbora za zaštitu okoliša i prirode.